# Sinularia grandilobata
Sinularia grandilobata is een zachte koraalsoort uit de familie Alcyoniidae. De koraalsoort komt uit het geslacht Sinularia. Sinularia grandilobata werd in 1980 voor het eerst wetenschappelijk beschreven door Verseveldt. 